# Hauptschubspannung
Die Hauptschubspannung {\displaystyle \tau } (Dimension M L−1 T −2, SI-Einheit Pascal = N·m−2) ist ein Begriff aus der Festigkeitslehre. In einem gegebenen Spannungszustand ist die größte Hauptschubspannung gleichzeitig die maximale Schubspannung und damit nach der Schubspannungshypothese für das Versagen eines Werkstoffs verantwortlich.
Im allgemeinen dreidimensionalen Spannungszustand mit den Hauptspannungen σ1,2,3 haben die Hauptschubspannungen die Werte
{\displaystyle \tau _{1}={\frac {|\sigma _{2}-\sigma _{3}|}{2}},\quad \tau _{2}={\frac {|\sigma _{3}-\sigma _{1}|}{2}},\quad \tau _{3}={\frac {|\sigma _{1}-\sigma _{2}|}{2}}.}
Im ebenen Spannungszustand (σx, σy, τxy mit τxz = τyz = 0) in der xy-Ebene lautet die Hauptschubspannung
{\displaystyle \tau _{\max }={\sqrt {\left({\frac {\sigma _{x}-\sigma _{y}}{2}}\right)^{2}+\tau _{xy}^{2}}}.}
Die Hauptschubspannungen treten in Schnittebenen auf, deren Normalen eine Winkelhalbierende der entsprechenden Hauptspannungsrichtungen sind.

## Mohr’scher Spannungskreis

Mohr’scher Spannungskreis mit Skizzen verschiedener vom Pol aus gesehener Spannungszustände

Eine anschauliche Orientierung für die Richtungen der Normalen, in denen die Hauptschubspannungen auftreten, liefert der Mohr’sche Spannungskreis. Im Spannungsraum werden in einem kartesischen Koordinatensystem auf der Abszisse die Normalspannungen und auf der Ordinate die Schubspannungen aufgetragen.
Bei einem gegebenen Spannungszustand (σx, σy und τxy) definieren die Punkte A (σy, τxy) und B (σx, -τxy) die Endpunkte des Durchmessers des Mohr’schen Spannungskreises. Seine Schnittpunkte mit der Abszisse geben die Hauptspannungen σ1,2 an, und die Punkte T mit waagerechten Tangenten liefern die Hauptschubspannung. Der Pol ist der Punkt P (σx, τxy ).
Der Winkel zwischen der Abszisse und der Strecke (PT) zeigt an, um welchen Winkel die aktuelle Schnittebene mit den gegebenen Schnittspannungen gedreht werden muss, damit sich die Hauptschubspannung einstellt. Analoges gilt für die Richtungen vom Pol zu den Schnittpunkten des Kreises mit der Abszisse und die Hauptspannungen, siehe Bild.

## Fließortfläche nach Tresca, Coulomb, Saint-Venant, Guest

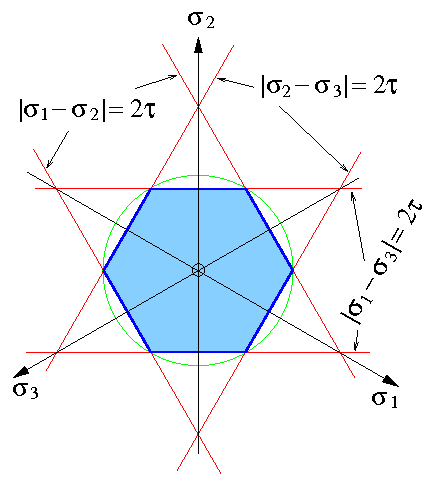
Fließortfläche nach Tresca entlang der Raumdiagonalen betrachtet. Spannungszustände können nur im blauen Sechseck liegen.

Im Hauptspannungsraum, in dem die Hauptspannungen auf den Koordinatenachsen aufgetragen werden, nimmt jeder Spannungszustand einen Punkt ein, der auch die Hauptschubspannungen festlegt.
Nach der Schubspannungshypothese ist es die maximale Hauptspannungsdifferenz, also das Doppelte der größten Hauptschubspannung τ, die die Plastizität eines Materials bestimmt. Die Spannungszustände, die eine maximale Hauptspannungsdifferenz kleiner als 2τ besitzen, bewirken eine elastische Verformung und liegen in einem prismatischen Körper mit regelmäßigem, sechseckigem Querschnitt, siehe Bild; das Sechseck hat die „Schlüsselweite“ {\displaystyle 2\cdot 2\tau }. Zu- oder abnehmender Druck im Material beeinflusst die Hauptspannungsdifferenzen nicht, weil sich der Druck zu allen drei Hauptspannungen gleichermaßen addiert und sich mithin bei der Differenzenbildung heraushebt. Daher ist die Fließortfläche in Richtung der Raumdiagonalen unendlich ausgedehnt.
Nach der Gestaltänderungshypothese bildet die Fließortfläche den Zylinder, der das Prisma umschließt und im Bild grün angedeutet ist.

## Herleitung

### Im ebenen Spannungszustand

Spannungen an einem freigeschnittenen Dreieck im ebenen Spannungszustand

Betrachtet wird ein ebener Spannungszustand in der xy-Ebene, bei dem also die Schubspannungen τxz und τyz verschwinden. Die Normalspannung σz senkrecht zur Ebene muss hier nicht notwendigerweise null sein.
Gleichgewicht im Dreieck liefert, siehe Bild:
{\displaystyle {\begin{aligned}\sum F_{ix}=&0=A\sigma _{\xi }\cos \varphi -A\tau _{\xi \eta }\sin \varphi -A\sigma _{x}\cos \varphi -A\tau _{xy}\sin \varphi \\\sum F_{iy}=&0=A\sigma _{\xi }\sin \varphi +A\tau _{\xi \eta }\cos \varphi -A\tau _{xy}\cos \varphi -A\sigma _{y}\sin \varphi \end{aligned}}}
Darin ist A die Länge der Hypotenuse.
Mit den Doppelwinkelfunktionen berechnen sich daraus die Spannungen an der Hypotenuse zu
{\displaystyle {\begin{alignedat}{2}\sigma _{\xi }&={\frac {\sigma _{x}+\sigma _{y}}{2}}&&+{\frac {\sigma _{x}-\sigma _{y}}{2}}\cos 2\varphi +\tau _{xy}\sin 2\varphi \\\tau _{\xi \eta }&=&&-{\frac {\sigma _{x}-\sigma _{y}}{2}}\sin 2\varphi +\tau _{xy}\cos 2\varphi \end{alignedat}}}
Die maximale Schubspannung bestimmt sich mit
{\displaystyle {\begin{aligned}{\frac {\partial \tau _{\xi \eta }}{\partial \varphi }}=&-{\frac {\sigma _{x}-\sigma _{y}}{2}}2\cos 2\varphi -\tau _{xy}2\sin 2\varphi =0\\\rightarrow {\frac {\sin 2\varphi }{\cos 2\varphi }}=&\tan 2\varphi =-{\frac {\sigma _{x}-\sigma _{y}}{2\tau _{xy}}}\\\rightarrow \tau _{\xi \eta }=&-{\frac {\sigma _{x}-\sigma _{y}}{2}}{\frac {\tan 2\varphi }{\sqrt {1+\tan ^{2}2\varphi }}}+\tau _{xy}{\frac {1}{\sqrt {1+\tan ^{2}2\varphi }}}={\sqrt {\left({\frac {\sigma _{x}-\sigma _{y}}{2}}\right)^{2}+\tau _{xy}^{2}}}\\\rightarrow \tau _{\max }=&{\sqrt {\left({\frac {\sigma _{x}-\sigma _{y}}{2}}\right)^{2}+\tau _{xy}^{2}}}={\frac {|\sigma _{1}-\sigma _{2}|}{2}}\end{aligned}}}
Letzteres resultiert aus den Hauptspannungen
{\displaystyle \sigma _{1,2}={\frac {\sigma _{x}+\sigma _{y}}{2}}\pm {\sqrt {\left({\frac {\sigma _{x}-\sigma _{y}}{2}}\right)^{2}+\tau _{xy}^{2}}}.}
Der Winkel zu den Hauptspannungsrichtungen ergibt sich, wenn diese in x- bzw. y-Richtung liegen:
{\displaystyle {\begin{aligned}{\frac {\partial \tau _{\xi \eta }}{\partial \varphi }}&=-{\frac {\sigma _{1}-\sigma _{2}}{2}}2\cos 2\varphi -\tau _{12}2\sin 2\varphi \\&=-(\sigma _{1}-\sigma _{2})\cos 2\varphi \\&=0\end{aligned}}}
Demnach sind
- entweder beide Hauptspannungen gleich, und die Schubspannung verschwindet bei allen Werten von φ ({\displaystyle \sigma _{1}-\sigma _{2}=0\Rightarrow \tau _{\max }=0}, Spannungskreis zu einem Punkt degeneriert)
- oder der Winkel φ = 45° definiert eine Winkelhalbierende der Hauptspannungsrichtungen, die bei φ = 0° und φ = 90° liegen ({\displaystyle \cos(2\cdot 45^{\circ })=\cos 90^{\circ }=0}).

### Im dreiachsigen Spannungszustand
Gegeben sei ein Spannungszustand mit den Hauptspannungen σ1,2,3 und ihren Hauptspannungsrichtungen, die ein kartesisches Koordinatensystem mit 1-, 2- und 3-Richtungen definieren. Die Schnittspannungen auf einer Schnittebene mit Normaleneinheitsvektor mit Komponenten n1,2,3 lautet dann:
{\displaystyle {\vec {T}}^{({\hat {n}})}:={\begin{pmatrix}\sigma _{1}&&\\&\sigma _{2}&\\&&\sigma _{3}\end{pmatrix}}{\begin{pmatrix}n_{1}\\n_{2}\\n_{3}\end{pmatrix}}={\begin{pmatrix}\sigma _{1}n_{1}\\\sigma _{2}n_{2}\\\sigma _{3}n_{3}\end{pmatrix}}.}
Der Schubanteil {\displaystyle {\vec {s}}} dieses Vektors bleibt übrig, wenn die Normalspannung
{\displaystyle \sigma _{n}:={\vec {T}}^{({\hat {n}})}\cdot {\hat {n}}=\sigma _{1}n_{1}^{2}+\sigma _{2}n_{2}^{2}+\sigma _{3}n_{3}^{2}}
in Normalenrichtung abgezogen wird:
{\displaystyle {\vec {s}}:={\vec {T}}^{({\hat {n}})}-({\vec {T}}^{({\hat {n}})}\cdot {\hat {n}}){\hat {n}}={\begin{pmatrix}\sigma _{1}n_{1}-\sigma _{n}n_{1}\\\sigma _{2}n_{2}-\sigma _{n}n_{2}\\\sigma _{3}n_{3}-\sigma _{n}n_{3}\end{pmatrix}}={\begin{pmatrix}(\sigma _{1}-\sigma _{n})n_{1}\\(\sigma _{2}-\sigma _{n})n_{2}\\(\sigma _{3}-\sigma _{n})n_{3}\end{pmatrix}}.}
Der Betrag hiervon ist die Schubspannung in der Ebene mit Normale {\displaystyle {\hat {n}}}:
{\displaystyle \tau :=|{\vec {s}}|={\sqrt {(\sigma _{1}-\sigma _{n})^{2}n_{1}^{2}+(\sigma _{2}-\sigma _{n})^{2}n_{2}^{2}+(\sigma _{3}-\sigma _{n})^{2}n_{3}^{2}}}}
Das Betragsquadrat des Schubanteils wird in den Hauptschubspannungen unter der Nebenbedingung {\displaystyle |{\hat {n}}|^{2}=n_{1}^{2}+n_{2}^{2}+n_{3}^{2}=1} stationär. Diese Nebenbedingung wird mit einem Lagrange’schen Multiplikator in der Zielfunktion berücksichtigt:
{\displaystyle {\begin{aligned}\Pi (n_{1},n_{2},n_{3},\lambda ):=&{\vec {s}}\cdot {\vec {s}}-\lambda (n_{1}^{2}+n_{2}^{2}+n_{3}^{2}-1)\\=&(\sigma _{1}-\sigma _{n})^{2}n_{1}^{2}+(\sigma _{2}-\sigma _{n})^{2}n_{2}^{2}+(\sigma _{3}-\sigma _{n})^{2}n_{3}^{2}-\lambda (n_{1}^{2}+n_{2}^{2}+n_{3}^{2}-1)\to {\text{stat.}}\end{aligned}}}
In einem stationären Punkt verschwindet die Ableitung der Zielfunktion nach jeder Variablen. Die Ableitung {\displaystyle {\tfrac {\partial \Pi }{\partial \lambda }}=-(n_{1}^{2}+n_{2}^{2}+n_{3}^{2}-1){\stackrel {\displaystyle !}{=}}0} erfordert wie gewünscht die Erfüllung der Nebenbedingung. Die Ableitungen nach den Komponenten der Normalen liefern mit {\displaystyle {\tfrac {\partial \sigma _{n}}{\partial n_{1}}}=2\sigma _{1}n_{1}}:
{\displaystyle {\begin{aligned}{\frac {\partial \Pi }{\partial n_{1}}}=&-2(\sigma _{1}-\sigma _{n}){\frac {\partial \sigma _{n}}{\partial n_{1}}}n_{1}^{2}+2(\sigma _{1}-\sigma _{n})^{2}n_{1}-2(\sigma _{2}-\sigma _{n}){\frac {\partial \sigma _{n}}{\partial n_{1}}}n_{2}^{2}\\&-2(\sigma _{3}-\sigma _{n}){\frac {\partial \sigma _{n}}{\partial n_{1}}}n_{3}^{2}-2\lambda n_{1}\\=&2[(\sigma _{1}-\sigma _{n})^{2}-\lambda ]n_{1}{\stackrel {\displaystyle !}{=}}0\\{\frac {\partial \Pi }{\partial n_{2}}}=&2[(\sigma _{2}-\sigma _{n})^{2}-\lambda ]n_{2}{\stackrel {\displaystyle !}{=}}0\\{\frac {\partial \Pi }{\partial n_{3}}}=&2[(\sigma _{3}-\sigma _{n})^{2}-\lambda ]n_{3}{\stackrel {\displaystyle !}{=}}0\end{aligned}}}
Die letzten beiden Gleichungen leiten sich analog ab. Einsetzen von σn führt auf
{\displaystyle {\begin{aligned}\{[n_{3}^{2}(\sigma _{1}-\sigma _{3})+n_{2}^{2}(\sigma _{1}-\sigma _{2})]^{2}-\lambda \}n_{1}=&0\\\{[n_{1}^{2}(\sigma _{2}-\sigma _{1})+n_{3}^{2}(\sigma _{2}-\sigma _{3})]^{2}-\lambda \}n_{2}=&0\\\{[n_{2}^{2}(\sigma _{3}-\sigma _{2})+n_{1}^{2}(\sigma _{3}-\sigma _{1})]^{2}-\lambda \}n_{3}=&0\end{aligned}}}
Die drei Komponenten n1,2,3 können wegen der Nebenbedingung nicht alle gleichzeitig verschwinden. Es sind also (1) eine, (2) zwei oder (3) keine der Komponenten n1,2,3 gleich null.
Wenn (1) nur eine Normalenkomponente null ist, beispielsweise n2=0, dann reduziert sich das Problem auf ein ebenes:
{\displaystyle {\begin{aligned}1=&n_{1}^{2}+n_{3}^{2}\\\lambda =&n_{3}^{4}(\sigma _{1}-\sigma _{3})^{2}=n_{1}^{4}(\sigma _{1}-\sigma _{3})^{2}\\\tau =&{\sqrt {n_{1}^{2}n_{3}^{2}(\sigma _{1}-\sigma _{3})^{2}}}\end{aligned}}}
Demnach ist
{\displaystyle n_{1}^{2}=n_{3}^{2}={\frac {1}{2}}\;\rightarrow \;\tau ={\frac {|\sigma _{1}-\sigma _{3}|}{2}}}
Wenn (2) zwei Komponenten der Normale null sind, dann liegt die Normale in Richtung einer Hauptspannungsrichtung und der Schubanteil ist null, also im globalen betraglichen Minimum.
Wenn (3) alle drei Komponenten vorhanden sind, dann müssen wegen {\displaystyle \lambda =(\sigma _{1}-\sigma _{n})^{2}=(\sigma _{2}-\sigma _{n})^{2}=(\sigma _{3}-\sigma _{n})^{2}} mindestens zwei Hauptspannungen gleich sein. Wenn alle drei Hauptspannungen gleich sind, dann liegt ein hydrostatischer Spannungszustand vor und es treten in keiner Ebene Schubspannungen auf, was nichtsdestotrotz im Einklang mit den eingangs angegebenen Formeln für die Hauptschubspannungen ist. Wenn nicht alle drei Hauptspannungen gleich sind, beispielsweise σ2=σ3≠σ1, dann ist {\displaystyle \sigma _{n}=\sigma _{1}n_{1}^{2}+\sigma _{2}(1-n_{1}^{2})} und daher
{\displaystyle \lambda =(1-n_{1}^{2})^{2}(\sigma _{1}-\sigma _{2})^{2}=n_{1}^{4}(\sigma _{1}-\sigma _{2})^{2}\;\rightarrow \;n_{1}^{2}=1-n_{1}^{2}={\frac {1}{2}}\;\rightarrow \;\tau ={\frac {|\sigma _{1}-\sigma _{2}|}{2}}}
Somit gilt in jedem der drei Fälle (1), (2) und (3), entweder eine der eingangs angegebenen Formeln für die Hauptschubspannung oder die Schubspannung verschwindet im betraglichen Minimum in Hauptspannungsrichtungen oder im hydrostatischen Spannungszustand.

### Mit Hilfe der Tensorrechnung
Eine Berechnung der Hauptschubspannungen mit Hilfe der Tensorrechnung findet sich beim Spannungstensor.

## Beispiel

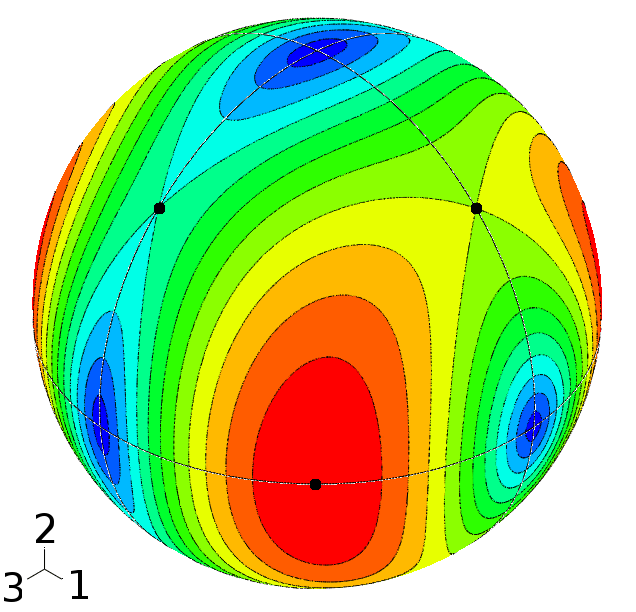
Betrag der Schubspannung in den Tangentialebenen einer Kugel bei den Hauptspannungen σ_{1} = 4, σ_{2} = 0 und σ_{3} = -2

Betrachtet wird ein Spannungszustand mit den Hauptspannungen σ1 = 4, σ2 = 0 und σ3 = -2 (die Einheiten werden der Übersichtlichkeit halber unterdrückt). Dann berechnen sich die Hauptschubspannungen
{\displaystyle {\begin{aligned}\tau _{1}=&{\frac {|\sigma _{2}-\sigma _{3}|}{2}}={\frac {|0-(-2)|}{2}}=1\\\tau _{2}=&{\frac {|\sigma _{3}-\sigma _{1}|}{2}}={\frac {|-2-4|}{2}}=3\\\tau _{3}=&{\frac {|\sigma _{1}-\sigma _{2}|}{2}}={\frac {4-0}{2}}=2\end{aligned}}}
Im Bild ist der Betrag der Schubspannung in der Tangentialebene in einem Punkt auf der Kugeloberfläche farbcodiert von blau (0) nach rot (3) gezeichnet. In den drei fett schwarz gezeichneten Punkten liegen die Hauptschubspannungen und ist die Schubspannung stationär. Der Punkt im roten Bereich markiert das globale Maximum, also die maximale Schubspannung, und die beiden anderen Punkte liegen in Sattelpunkten. In den Hauptspannungsrichtungen verschwinden die Schubspannungen (blaue Bereiche); hier ist die Schubspannung betraglich im globalen Minimum.